# Amphicteis ninonae
Amphicteis ninonae är en ringmaskart som beskrevs av Jirkov 1985. Amphicteis ninonae ingår i släktet Amphicteis och familjen Ampharetidae. Arten har ej påträffats i Sverige. Inga underarter finns listade i Catalogue of Life.